# Heinrich Samter
Heinrich Erich Marthens Samter (Zielona Góra, 7 de setembro de 1862, Silésia – 1939) foi um astrônomo alemão.
Samter estudou a partir de 1879 matemática, física e astronomia na Universidade de Berlim. Obteve um doutorado em 1885 em Leipzig, com a tese Theorie des Gausschen Pendels mit Rücksicht auf die Rotation der Erde, e foi em 1886 calculador no Observatório de Leipzig. 

## Obras
- Artigo na Encyklopädie der mathematischen Wissenschaften 1922: Spezielle Störung der Planeten und Kometen/Numerische Behandlung spezieller Fälle des Dreikörperproblems/Mehrfache Fixsternsysteme
- Editor: Reich der Erfindungen, Urania 1896
- Veröffentlichungen von H. Samter im Astrophysics Data System